# Liriomyza pagana
Liriomyza pagana är en tvåvingeart som beskrevs av Malloch 1934. Liriomyza pagana ingår i släktet Liriomyza och familjen minerarflugor. Inga underarter finns listade i Catalogue of Life.